# Bironium riedeli
Espèce
Bironium riedeli est une espèce de coléoptères de la famille des Staphylinidae et de la sous-famille des Scaphidiinae.

## Répartition et habitat
Cette espèce est décrite de la province de Papouasie, en Indonésie.

## Systématique
Le nom valide complet (avec auteur) de ce taxon est Bironium riedeli Löbl, 2021.

## Étymologie
Son épithète spécifique, riedeli, lui a été donnée en l'honneur de l'entomologiste allemand Alexander Riedel (d) (1969-), qui a contribué de manière significative à la connaissance des coléoptères de Nouvelle-Guinée et qui a collecté nombre de spécimens pour la présente publication.

## Publication originale
- (en) Ivan Löbl, « A review of the Bironium Csiki, 1909 (Coleoptera: Staphylinidae: Scaphidiinae) of New Guinea and the Moluccas », Acta Musei Moraviae, Scientiae Biologicae, vol. 106, no 2,‎ 2021, p. 227-248 (ISSN 1211-8788, lire en ligne).